# Søndre Ringvej (Viborg)
 For alternative betydninger, se Søndre Ringvej. (Se også artikler, som begynder med Søndre Ringvej)
Søndre Ringvej  er en 2-4 sporet hovedvej, der går sydvest om Viborg. Søndre Ringvej indgår i Primærrute 13 og Primærrute 26.
Vejen åbende for trafik den 13. oktober 1999.

## Forløb
Søndre Ringvej begynder ved den rundkørsel syd for Viborg, hvor Århusvej (Primærrute 26) løber sammen med Vejlevej (Primærrute 13). Herfra fortsætter den mod nordvest til den rundkørsel, hvor Holstebrovej (Primærrute 16) løber sammen med  Vestre Ringvej (Primærrute 13, 16 og 26). Undervejs har vejen forbindelse via tilslutningsanlæg til Koldingvej, hvor der er frakørsel til Viborg S, samt til Indre Ringvej, hvor der er frakørsel til Viborg C.

## Historie
Der har siden slutningen af 1970'erne været udarbejdet en række forslag til omfartsveje ved Viborg. I 1988 opnåedes enighed mellem Viborg Byråd, Viborg Amtsråd og Vejdirektoratet om at etablere et omfartsvejsystem nord, vest og syd om Viborg by, som beskrevet i rapporten »Overordnede veje i Viborg-området« Vejdirektoratet, marts 1988. Den 1. etape, Nordre Ringvej, og 2. etape, Vestre Ringvej, blev åbnet for trafik i henholdsvis efteråret 1993 og sommeren 1994.
Folketinget vedtog i 1990 en projekteringslov for Primærrute 26 mellem Aarhus og Hanstholm. Strategien for udbygning af Primærrute 26 har været først at løse problemerne med gennemfartstrafik i byerne.
Folketinget besluttede i 1995, at Søndre Ringvej skulle anlægges som 3. etape i forlængelse af Vestre Ringvej. Dette var 3. etape af et omfartsvejsystem ved Viborg og endnu et led i udbygningen af Primærrute 26 til en højklasset vej, jf. projekteringsloven fra 1990. Søndre Ringvej stod færdig i 1998.
I 2005 åbnede den rundkørsel, hvor Søndre Ringvej og Århusvej løber sammen med Vejlevej.

## Fremtid
Søndre Ringvej er forberedt til en videre udbygning af Primærrute 26 i en ny linjeføring gennem det åbne land syd om Stoholm til Skive (den såkaldte Stoholm-linje).
Den 29. januar 2009 indgik den daværende regering (Venstre og Det konservative Folkeparti), Socialdemokraterne, Det Radikale Venstre, Dansk Folkeparti, Socialistisk Folkeparti og Liberal Alliance en aftale om en grøn transportpolitik. Heri blev det besluttet, at Vejdirektoratet skulle gennemføre en økonomiundersøgelse af en udbygning af Primærrute 26 på strækningen mellem Viborg og Aarhus. Der blev endvidere reserveret penge til den efterfølgende VVM-undersøgelse. VVM står for Vurdering af Virkningerne på Miljøet. Økonomiundersøgelsen blev afsluttet i 2010. VVM-undersøgelsen for strækningen Viborg-Rødkærsbro var klar i januar 2012.
En bred trafikaftale fastlagde i 2013, at VVM-undersøgelsens nordlige linjeføring skulle vælges på delstrækningen mellem Viborg V og Viborg S, hvormed den sydlige linjeføring på strækningen blev opgivet. Den nordlige linjeføring følger for en stor del Søndre Ringvej indtil en ny udfletning, som vil føre ruten syd for Jægerborgvej og Viborg Storcenter og videre til øst for Ravnstrup, hvor den skal forbindes med Holstebrovej. Her er det tanken, Primærrute 26 engang i fremtiden skal fortsætte ad den såkaldte Stoholm-linje syd om Stoholm og videre til Skive og Hanstholm.
Men primo 2021 er der ikke vedtaget nogen anlægslov og bevilling til en evt. forlægning af Primærrute 26 syd om Jægerborgvej og Viborg Storcenter og videre til Holstebrovej øst for Ravnstrup.